# Аргентинская и Южноамериканская епархия
Аргенти́нская и Южноамерика́нская епа́рхия (исп. Diócesis de Argentina y Sudamérica, порт. Eparquia da Argentina e América do Sul) — каноническое и структурно-территориальное подразделение Русской православной церкви, объединяющее приходы в государствах Центральной (за исключением Мексики) и Южной Америки.
Кафедральный город — Буэнос-Айрес (Аргентина). Кафедральный собор — Благовещенский (Буэнос-Айрес).

## История
Возмущённые действиями протопресвитера Константина Изразцова, одобрившего действия войск вермахта, вторгшихся на территорию СССР, и отслужившего в 1941 году молебен о победе немецкого оружия, часть проживавших в Аргентине русских эмигрантов через митрополита Алеутского и Североамериканского Вениамина обратилась к Патриарху Московскому и всея Руси Сергию с прошением об учреждении в Аргентине архиерейской кафедры.
Постановлением Священного синода Русской православной церкви (РПЦ) от 20 октября 1943 года было создано Аргентинское викариатство Алеутской и Североамериканской епархии Московского патриархата. В декабре того же года состоялась хиротония настоятеля собора великомученика Георгия Победоносца в Чикаго архимандрита Феодора (Текучёва) во епископа Аргентинского.
29 июня 1946 года Священный синод РПЦ постановил основать Аргентинскую епархию в составе Алеутского и Североамериканского патриаршего экзархата (с 1947 года — экзархат Северной и Южной Америки).
Лишь в 1947 году епископ Феодор смог получить визу на въезд в Аргентину и 7 апреля того же года прибыл в Аргентину. Поскольку все русские храмы в Южной Америке принадлежали тогда Русской православной церкви заграницей (РПЦЗ), епископ Феодор временно совершал богослужения в храме святого великомученика Георгия Победоносца Антиохийского патриархата.
В июне 1947 года был куплен дом и перестроен под храм, освящённый епископом Феодором 10 июля 1947 года в честь Благовещения Пресвятой Богородицы; в тот же день прошло организационное собрание, избравшее церковно-приходской совет. Вскоре начал действовать епархиальный совет.
В Аргентине епископ Феодор прослужил около шести лет, но затем вследствие интриг протопресвитера Константина Изразцова, обладавшего большими связями, аргентинские власти в начале 1952 года вынудили епископа Феодора покинуть страну.
Настоятель Благовещенского храма протоиерей Евфимий Мамин был назначен благочинным-администратором и представителем Московского патриархата в Южной Америке. В августе 1953 года отец Евфимий скончался. Его должность занял протоиерей Фома Герасимчук.
В 1948 году приход храма Воскресения Христова в колонии Жапежу (провинция Мисьонес) отошёл от протопресвитера Константина Изразцова и примкнул к Патриаршей церкви. В 1954—1955 годах в Мисьонесе оформились два новых прихода: в честь Всех святых, в земле Российской просиявших (в колонии Гобернадор Лопес), и в честь Успения Пресвятой Богородицы (в колонии Бахо-Трончо). Обе общины построили храмы. В 1962 году протоиерей Фома Герасимчук благословил православных жителей города Санта-Фе в Мисьонесе на основание Георгиевской общины. Впоследствии прихожане возвели церковь.
В 1962 году главой епархии, которая отныне именовалась Аргентинской и Южноамериканской, определён Никодим (Руснак), однако лишь через 2 года он смог приехать в Буэнос-Айрес, поскольку военно-гражданское правительство Аргентины, не жаловавшее социалистические страны, задерживало выдачу визы епископу из Советского Союза.
Первоочередной задачей владыки Никодима было сооружение полноценного храма: домовая церковь с трудом вмещала всех молящихся, да и никак не походила на кафедральный собор. 15 мая 1968 года на месте прежнего храма на улице Бульнес состоялась закладка первого камня в фундамент Благовещенского собора. 10 ноября 1968 года архиепископ Никодим в сослужении клириков прихода и духовенства Константинопольского и Антиохийского патриархатов освятил собор.
Архиепископ Никодим уделял много внимания развитию пастырской миссии в разных частях вверенной ему Аргентинской и Южноамериканской епархии. По большей части его деятельность сводилась к организации духовной жизни русских и украинских эмигрантов, однако при его непосредственном участии в православие переходили и коренные жители Латинской Америки, некоторые из которых приняли священный сан; так в 1972 году был рукоположён в сан диакона первый аргентинец — Георгий Санчес.
Значимым достижением архиепископа Никодима был перевод на испанский язык Божественных литургий святителей Иоанна Златоуста и Василия Великого, литургии Преждеосвященных даров и других богослужебных текстов. В мае 1970 года экзархат Московского патриархата выпустил в Буэнос-Айресе первый православный «Служебник» на испанском языке — «Литургикон».
10 апреля 1970 года на основе епархии был реорганизован Центрально и Южно-Американский экзархат Московского патриархата.
С 1980 по 1989 годы епархией управлял Лазарь (Швец). За время пребывания на Аргентинской кафедре он направил усилия на объединение вокруг храма православных соотечественников, находящихся в патриотическом объединении, создал из них архиерейский хор. Построил ряд храмов. Был приобретён в собственность Русской православной церкви земельный участок в фешенебельном районе Буэнос-Айреса. На этом участке построил небольшое пятиэтажное здание епархии, где она располагается и поныне. В честь 1000-летия крещения Руси в 1988 году добился переименования площади Чаркес в площадь святого князя Владимира, там установлен и памятник этому святому. В Бразилии был открыт храм в честь Святой Троицы. В провинции Лянус приобретён участок, на котором выстроен храм в честь Всех святых, в земле Российской просиявших, и переименована улица Кирно-Коста во Владимирскую. В Санта-Роса приобретён епархиальный дом. В Чили в годы правления Аугусто Пиночета, когда было запрещено храмостроительство, был построен церковный зал, который впоследствии был переоборудован в храм святого апостола Иоанна Богослова.
Архиерейский собор Русской православной церкви 30—31 января 1990 года постановил упразднить зарубежные экзархаты, после чего Аргентинская епархия продолжила существование как самостоятельная кафедра.
С 1994 года в Порту-Алегри находилась резиденция постоянного представителя Русской православной церкви в Бразилии.
В октябре — ноябре 2008 года в Латинской Америке прошли Дни русской духовной культуры. Проект охватил семь государств и десять городов Латинской Америки: Гавану (Куба), Сан-Хосе (Коста-Рика), Каракас (Венесуэла), Рио-де-Жанейро, Бразилиа, Сан-Паулу (Бразилия), Буэнос-Айрес, Мар-дель-Плата (Аргентина), Сантьяго (Чили) и Асунсьон (Парагвай). В духовных и светских акциях программы приняли участие бывший тогда главой отдела внешних церковных связей Московского патриархата митрополит Кирилл, митрополит Аргентинский и Южноамериканский Платон, первоиерарх РПЦЗ митрополит Иларион, архиереи и клирики Русской православной церкви, представители российских государственных структур, общественности. По всему маршруту провезли чудотворную Державную икону Божией Матери.
18 октября 2015 года в пределах Аргентинской и Южноамериканской епархии создан Северо-Западный благочиннический округ с территориальным включением в него храмов и общин в Панаме, Перу, Эквадоре, Венесуэле, Колумбии и Боливии.
Митрополит Игнатий в 2017 году охарактеризовал епархию как самую большую по территории и одну из самых небольших по численности приходов, монастырей, общин.
Так один из новых приходов находится в г. Ресифе и в нем числятся 58 прихожан.

## Епископы
Аргентинское викариатство Северо-Американской епархии
- Феодор (Текучёв) (12 декабря 1943 — 29 июня 1946)

Аргентинская епархия
- Феодор (Текучёв) (29 июня 1946 — июль 1952)
  - протоиерей Евфимий Мамин (1952 — август 1953) благочинный-администратор и представитель Московского патриархата в Южной Америке
  - протоиерей Фома Герасимчук (1953—1964) благочинный-администратор и представитель Московского патриархата в Южной Америке
- Никодим (Руснак) (21 апреля 1964 — 2 июля 1970)
- Платон (Лобанков) (18 июля 1970 — 28 февраля 1971)
- Максим (Кроха) (26 марта 1972 — 15 декабря 1973)
- Платон (Удовенко) (16 декабря 1973 — 20 марта 1980)
- Лазарь (Швец) (18 апреля 1980 — 26 июня 1985)
- Макарий (Свистун) (26 июня — 4 октября 1985)
- Лазарь (Швец) (4 октября 1985 — 10 апреля 1989) вторично
- Марк (Петровцы) (10 апреля 1989 — 1 ноября 1993)
- Платон (Удовенко) (1 ноября 1993 — 26 июля 2012) вторично
- Юстиниан (Овчинников) (26 июля 2012 — 17 июня 2013) в/у, архиепископ Наро-Фоминский
- Леонид (Горбачёв) (17 июня 2013 — 3 июня 2016)
- Игнатий (Пологрудов) (3 июня 2016 года —  11 марта 2020 года)
- Леонид (Солдатов) (с 11 марта 2020 года)

## Благочиния
По состоянию на октябрь 2022 года:
- Центральное (Аргентина, Буэнос-Айрес),
- Бразильское (Бразилия, Порту-Алегри),
- Северо-Западное (Эквадор, Кито),
- Центральноамериканское (Панама, Панама).

## Храмы
Аргентина
- Благовещенский кафедральный собор (Буэнос-Айрес)
- Храм Всех Святых в Земле Российской просиявших (Ланус, провинция Буэнос-Айрес)
- Храм Преподобного Иова игумена Почаевского (Сан-Мартин, провинция Буэнос-Айрес)
- Храм Царственных Страстотерпцев (Мар-дель-Плата)
- Храм Святой Троицы (Обера́)
- Приход Введения во Храм Пресвятой Богородицы (Амегино, провинция Мисьонес)
- Приход Успения Пресвятой Богородицы (Бахо Трончо, провинция Мисьонес)
- Приход Всех Святых, в Земле Российской просиявших (Гобернадор Лопес, провинция Мисьонес)
- Приход Воскресения Христова (Пикадо Жапежу, провинция Мисьонес)
- Храм Святителя Николая, Архиепископа Мир Ликийских, Чудотворца (Гобернадор Лянус, провинция Мисьонес)
- Храм Святителя Тихона, Патриарха Московского и Всея Руси (Леандро Н. Алем, провинция Мисьонес)
- Строящийся собор Новомучеников и Исповедников Российских (Леандро Н. Алем, провинция Мисьонес)
- Строящийся храм Преподобного Агапита (Буэнос-Айрес)
- формирующаяся община (Монте-Касерос, провинция Корриентес)[10][11]

Бразилия
- Храм Святой Мученицы Зинаиды (Рио-де-Жанейро)
- Община Покрова Пресвятой Богородицы (Рио-де-Жанейро)
- Храм Иконы Божией Матери «Одигитрия» (Бразилиа)
- Храм Благовещения Пресвятой Богородицы (Сан-Паулу)
- Храм Преподобного Сергия, Игумена Радонежского (Порту-Алегри)
- Храм Первоверховных Апостолов Петра и Павла (Санта-Роза)
- Храм Апостола и Евангелиста Иоанна Богослова (Кампина-дас-Мисойнс)
- Община во имя святых мучениц Веры, Надежды, Любови и матери их Софии (Манаус)

Эквадор
- Приход в честь Святой Троицы (Кито)

Панама
- Храм Покрова Пресвятой Богородицы (Панама)

Чили
- Русско-сербская община во имя святителя Николая Сербского (Сантьяго)
- Храм Апостола и Евангелиста Иоанна Богослова (Сантьяго)

Боливия
- Храм Святой Троицы при посольстве Российской Федерации (Ла-Пас)
- Община (Санта-Круз)[12]

Перу
- Приход во имя блаженной Матроны Московской (Лима)

Колумбия
- Приход во имя преподобного Серафима Саровского (Богота)
- Община новомучеников и исповедников российских (Кали)

Коста-Рика
- Приход в честь Казанской иконы Божьей Матери (кантон Сан-Рамон, провинция Алахуэла)

Гватемала
- Часовня в честь Святителя Николая, архиепископа Мир Ликийских (провинция Изобаль)[13]